# Moldavië op de Olympische Zomerspelen 2000
Moldavië nam deel aan de Olympische Zomerspelen 2000 in Sydney, Australië. Het was de tweede keer dat Moldavië deelnam aan de Zomerspelen. Evenals tijdens de vorige editie won het Oost-Europese land één zilveren en één bronzen medaille.

## Medailleoverzicht
| Sport       | Olympiër       | Discipline            | Medaille |
| ----------- | -------------- | --------------------- | -------- |
| Schietsport | Oleg Moldovan  | 10m bewegend doel (m) | Zilver   |
| Boksen      | Vitalie Grușac | -67kg (m)             | Brons    |

## Deelnemers en resultaten

### Atletiek
| Olympiër           | Onderdeel              | Resultaat | Prestatie                             |
| ------------------ | ---------------------- | --------- | ------------------------------------- |
| Vitalie Cerches    | 800m (m)               | 52e       | serie 8: 7de in 1.52,15               |
| Vadim Zadoinov     | 400m horden (m)        | 41e       | serie 4: 5de in 51,08                 |
| Iaroslav Musinschi | 3000m steeplechase (m) | 30e       | serie 3: 11de in 8.42,04              |
| Valeriu Vlas       | marathon (m)           | 55e       | 2:24.35                               |
| Efim Motpan        | 20km snelwandelen (m)  | DNF       | niet gefinisht                        |
| Fedosei Ciumacenco | 50km snelwandelen (m)  | DSQ       | gediskwalificeerd                     |
| Ivan Emelianov     | kogelstoten (m)        | 36e       | kwalificatie groep B: 17de met 17,63m |
| Roman Rozna        | kogelslingeren (m)     | 40e       | kwalificatie groep A: 19de met 68,01m |
|                    |                        |           |                                       |
| Valentina Enaki    | marathon (v)           | DNF       | niet gefinisht                        |
| Olga Bolshova      | hoogspringen (m)       | 28e       | kwalificatie groep B: 14de met 1,85m  |
| Inna Gliznutza     | hoogspringen (m)       | 23e       | kwalificatie groep A: 13de met 1,89m  |

### Boksen
| Olympiër      | Onderdeel | Resultaat | Prestatie |
| ------------- | --------- | --------- | --- |
| Vitaly Grusac | -67kg (m) | Brons     | 1ste ronde: W van ETH Aregawi: walk-over 2de ronde: W van UZB Husanov: 13-7 kwartfinale: W van TUR Ulusoy: 19-10 halve finale: V van UKR Dotsenko: 8-17 |

### Gewichtheffen
| Olympiër         | Onderdeel  | Resultaat | Prestatie                                                      |
| ---------------- | ---------- | --------- | -------------------------------------------------------------- |
| Vladimir Popov   | -62kg (m)  | 7e        | trekken: 7de met 135kg stoten: 10de met 160kg totaal: 295kg    |
| Vadim Vacarciuc  | -94kg (m)  | 5e        | trekken: 6de met 177,5kg stoten: 3de met 220kg totaal: 397,5kg |
| Alexandru Bratan | -105kg (m) | 6e        | trekken: 2de met 190kg stoten: 7de met 220kg totaal: 410kg     |

### Judo
| Olympiër                | Onderdeel | Resultaat | Prestatie |
| ----------------------- | --------- | --------- | --- |
| Gheorghe Kurgheleasvili | -60kg (m) | 9e        | 1ste ronde: vrij 2de ronde: W van ECU Barahona: ippon 3de ronde: W van FRA Despezelle: beslissing kwartfinale: V van CUB Poulot: ippon herkansingen: V van KGZ Smagulov: ippon |
| Victor Bivol            | -66kg (m) | 22e       | 1ste ronde: W van UZB Zhumayev: ippon 2de ronde: V van CHN Zhang: ippon |
| Victor Florescu         | -90kg (m) | 21e       | 1ste ronde: V van MRI Raphael: ippon |
|                         |           |           | |
| Ludmila Cristea         | -57kg (v) | 19e       | 1ste ronde: V van NED Gal |

### Schietsport
| Olympiër      | Onderdeel             | Resultaat | Prestatie                                                               |
| ------------- | --------------------- | --------- | ----------------------------------------------------------------------- |
| Oleg Moldovan | 10m bewegend doel (m) | Zilver    | kwalificatie: 2de met 580 punten (293-287) finale: 2de met 681,0 punten |

### Worstelen
| Olympiër          | Onderdeel   | Resultaat   | Prestatie |
| Vrije stijl       | Vrije stijl | Vrije stijl | Vrije stijl |
| ----------------- | ----------- | ----------- | --- |
| Vitalie Railean   | -54kg (m)   | 7e          | groep 6: 2de V van GRE Kardanov: 1-4 W van MGL Züünbayan: 12-4 W van IRI Tayyebi: 2-1                                            |
| Octavian Cuciuc   | -58kg (m)   | 12e         | groep 5: 3de V van TUR Doğan: 2-6 W van RUS Ramazanov: 3-0 V van UZB Zakhartdinov: 0-5                                           |
| Ruslan Bodișteanu | -63kg (m)   | 10e         | groep 1: 2de V van BUL Barzakov: 1-4 W van GER Scheibe: 10-0                                                                     |
| Ion Diaconu       | -69kg (m)   | 10e         | groep 3: 1ste W van UKR Zazirov: 5-3 W van JPN Wada: 4-2 kwartfinale: V van USA McIlravy: 1-3 5-6de plek: V van CUB Sánchez: 3-6 |

### Zwemmen
| Olympiër            | Onderdeel            | Resultaat | Prestatie                     |
| ------------------- | -------------------- | --------- | ----------------------------- |
| Serghei Stolearenco | 50m vrije slag (m)   | 7e        | serie 4: 3de in 23,84         |
| Andrei Cecan        | 200m vrije slag (m)  | 31e       | serie 4: 6de in 1.53,23       |
| Victor Rogut        | 400m vrije slag (m)  | 38e       | serie 2: 6de in 4.01,42       |
| Alexandru Ivlev     | 100m rugslag (m)     | 38e       | serie 1: 1ste in 57,91        |
| Andrei Mihailov     | 200m rugslag (m)     | 38e       | serie 1: 2de in 2.06,67       |
| Vadim Tatarov       | 100m schoolslag (m)  | 36e       | serie 3: 1ste in 1.04,12 (NR) |
| Vadim Tatarov       | 200m schoolslag (m)  | DNS       | serie 2: niet gestart         |
| Dumitro Zastoico    | 100m vlinderslag (m) | 59e       | serie 3: 8ste in 58,55        |
| Dumitro Zastoico    | 200m vlinderslag (m) | 44e       | serie 1: 4de in 2.09,34       |
| Andrei Zaharov      | 200m wisselslag (m)  | 47e       | serie 3: 7de in 2.09,13       |
| Serghei Mariniuc    | 400m wisselslag (m)  | 22e       | serie 3: 3de in 4.23,57       |
|                     |                      |           |                               |
| Maria Tregubova     | 50m vrije slag (v)   | 54e       | serie 4: 5de in 27,75         |

Albanië · Algerije · Amerikaanse Maagdeneilanden · Amerikaans-Samoa · Andorra · Angola · Antigua en Barbuda · Argentinië · Armenië · Aruba · Australië · Azerbeidzjan · Bahama's · Bahrein · Bangladesh · Barbados · België · Belize · Benin · Bermuda · Bhutan · Bolivia · Bosnië en Herzegovina · Botswana · Brazilië · Britse Maagdeneilanden · Brunei · Bulgarije · Burkina Faso · Burundi · Cambodja · Canada · Centraal-Afrikaanse Republiek · Chili · China · Chinees Taipei · Colombia · Comoren · Congo-Brazzaville · Congo-Kinshasa · Cookeilanden · Costa Rica · Cuba · Cyprus · Denemarken · Djibouti · Dominica · Dominicaanse Republiek · Duitsland · Ecuador · Egypte · El Salvador · Equatoriaal-Guinea · Eritrea · Estland · Ethiopië · Fiji · Filipijnen · Finland · Frankrijk · Gabon · Gambia · Georgië · Ghana · Grenada · Griekenland · Groot-Brittannië · Guam · Guatemala · Guinee · Guinee‑Bissau · Guyana · Haïti · Honduras · Hongarije · Hongkong · Ierland · IJsland · India · Indonesië · Irak · Iran · Israël · Italië · Ivoorkust · Jamaica · Japan · Jemen · Joegoslavië · Jordanië · Kaaimaneilanden · Kaapverdië · Kameroen · Kazachstan · Kenia · Kirgizië · Koeweit · Kroatië · Laos · Lesotho · Letland · Libanon · Liberia · Libië · Liechtenstein · Litouwen · Luxemburg · Macedonië · Madagaskar · Malawi · Malediven · Maleisië · Mali · Malta · Marokko · Mauritanië · Mauritius · Mexico · Micronesië · Moldavië · Monaco · Mongolië · Mozambique · Myanmar · Namibië · Nauru · Nederland · Nederlandse Antillen · Nepal · Nicaragua · Nieuw-Zeeland · Niger · Nigeria · Noord-Korea · Noorwegen · Oeganda · Oekraïne · Oezbekistan · Oman · Oostenrijk · Pakistan · Palau · Palestina · Panama · Papoea-Nieuw-Guinea · Paraguay · Peru · Polen · Portugal · Puerto Rico · Qatar · Roemenië · Rusland · Rwanda · Saint Kitts en Nevis · Saint Lucia · Saint Vincent en Grenadines · Salomonseilanden · Samoa · San Marino ·  Sao Tomé en Principe · Saoedi-Arabië · Senegal · Seychellen · Sierra Leone · Singapore · Slovenië · Slowakije · Soedan · Somalië · Spanje · Sri Lanka · Suriname · Swaziland · Syrië · Tadzjikistan · Tanzania · Thailand · Togo · Tonga · Trinidad en Tobago · Tsjaad · Tsjechië · Tunesië · Turkije · Turkmenistan · Uruguay · Vanuatu · Venezuela · Verenigde Arabische Emiraten · Verenigde Staten · Vietnam · Wit-Rusland · Zambia · Zimbabwe · Zuid-Afrika · Zuid-Korea · Zweden · Zwitserland · Individuele olympische atleten